# Ero eburnea
Ero eburnea là một loài nhện trong họ Mimetidae.
Loài này thuộc chi Ero. Ero eburnea được miêu tả năm 2004 bởi Thaler.